# Paul Täubert

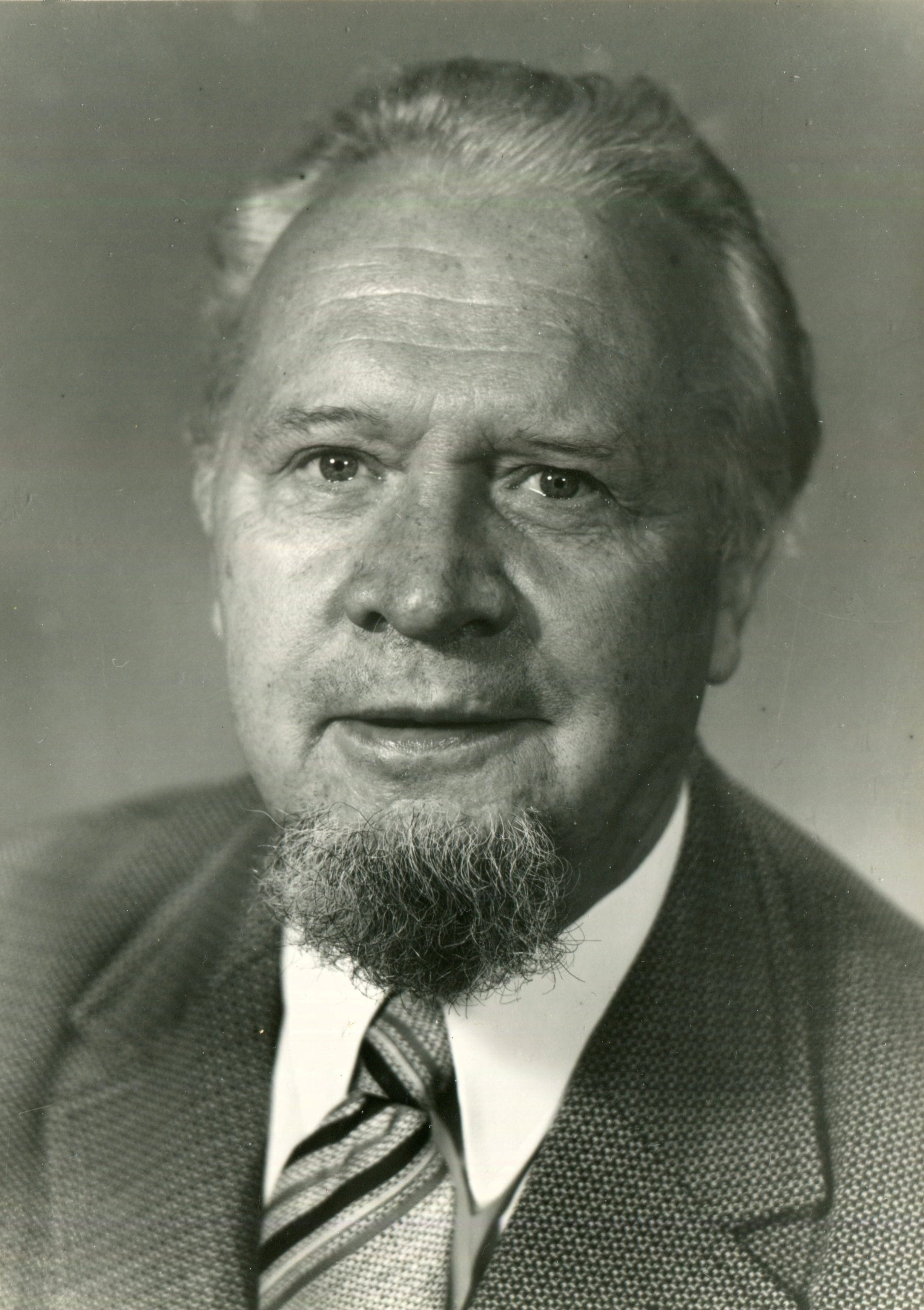
Paul Täubert (1978)

Werner Paul Täubert (* 23. Oktober 1913 in Düsseldorf; † 16. November 1993) war ein deutscher Physiker und Professor an der Humboldt-Universität zu Berlin.

## Leben
Paul Täubert besuchte in Düsseldorf zunächst eine Volks- und anschließend die Scharnhorst-Oberrealschule. Dort legte er 1933 das Abitur ab. Danach studierte er an der Universität zu Köln die Fächer Physik, Mathematik und Chemie. Sein Studium wurde maßgeblich von den Professoren Hans Falkenhagen, Karl Försterling und Robert Wintgen geprägt.
Von 1937 bis 1945 arbeitete Täubert als technischer Wissenschaftler in Konstruktionsabteilungen der Rheinmetall-Borsig AG in Düsseldorf und Berlin an der Lösung regelungstechnischer und thermodynamischer Problemstellungen, wodurch er auch in die Entwicklung und Konstruktion von Geschützen und Raketen involviert war.
Nach dem Zweiten Weltkrieg war er für ein Jahr in einem technischen Projektbüro der Sowjetischen Militäradministration in Deutschland beschäftigt, bevor er im Oktober 1946 im Rahmen der Operation Ossawakim in die Sowjetunion deportiert wurde. Bis Ende Juni 1952 arbeitete er dort unter anderem an technischen Aufgabenstellungen des landwirtschaftlichen Maschinenbaus.
Nach seiner Rückkehr aus der Sowjetunion begann Täubert eine langjährige Tätigkeit an der Humboldt-Universität zu Berlin, zunächst als wissenschaftlicher Assistent, dann als Oberassistent und später (1960–1967) in der Leitung des III. Physikalischen Instituts. Im Jahre 1957 promovierte er an der Humboldt-Universität mit der Arbeit Eine Kriechtheorie für Metalle unter Berücksichtigung von Verfestigung und Erholung, 1969 erfolgte seine Berufung zum außerordentlichen Professor und 1979 seine Emeritierung.
Täuberts Forschungsschwerpunkte lagen vor allem auf den Gebieten der Metallkunde, der Tieftemperaturphysik und Festkörperphysik sowie der Theoretischen Physik. Er beschäftigte sich insbesondere mit Problemstellungen aus den Bereichen der plastischen Verformung und des Festigkeitsverhaltens von Metallen. Ergebnisse seiner Arbeit veröffentlichte Paul Täubert unter anderem im Buch Metallphysik. Im Zentrum seiner Lehrtätigkeit stand die Neuausrichtung und inhaltliche Strukturierung der Physikausbildung zukünftiger Lehrer der DDR. Gemeinsam mit Gerhard Junghähnel, Hans-Dieter Pöltz und Helmut Stöckel war er Herausgeber der dreizehnbändigen Studienbücherei – Physik für Lehrer.
Paul Täubert war Mitglied verschiedener Arbeitsgremien und Fachkommissionen der Akademie der Wissenschaften der DDR, der Physikalischen Gesellschaft der DDR, der Kammer der Technik sowie des Ministeriums für das Hoch- und Fachschulwesen der DDR und des Ministeriums für Volksbildung.

## Auszeichnungen
- 1973: Dr.-Theodor-Neubauer-Medaille[1]
- 1981: Humboldt-Medaille[1]

## Veröffentlichungen (Auswahl)
- Über die Erwärmung von Zerreißstäben infolge plastischer Verformung. In: Zeitschrift für angewandte Physik, Band 6 (1954).
- Eigenverfestigung der Frank-Read-Quelle. In:  Naturwissenschaften, Band 41 (1954).
- Eine Kriechtheorie für Metalle unter Berücksichtigung von Verfestigung und Erholung. Akademie-Verlag, Berlin 1959.
- Der Einfluß des Ordnungszustandes auf die mechanischen Eigenschaften der Metallegierungen. In: Ordnungsvorgänge in Legierungen. Vorträge, gehalten auf der Konferenz der Forschungsgemeinschaft der Deutschen Akademie der Wissenschaften zu Berlin am 17.11.1961 in Berlin-Adlershof, Akademie-Verlag, Berlin 1962.
- Metallphysik (Mathematisch-naturwissenschaftliche Bibliothek, 34). B. G. Teubner Verlagsgesellschaft, Leipzig 1963.
- Determinismus in der Physik. In: Wissenschaftliche Zeitschrift der Humboldt-Universität Berlin. Mathematisch-Naturwissenschaftliche Reihe, Band 13, 1964, S. 253–255.
- Einführung in die Versetzungstheorie. In: Horst Ringpfeil (Red.): Grundlagen des Festigkeitsverhaltens von Metallen. Vorträge, gehalten auf der 3. Gemeinschaftskonferenz „Metall“ am 19. und 20.3.1964 in Berlin-Adlershof, Akademie Verlag, Berlin 1965.
- Elektrizitätslehre. Studienbücherei – Physik für Lehrer, Band 4. VEB Deutscher Verlag der Wissenschaften, Berlin 1976.
- Verfahren zur Bestimmung der Meßunsicherheit. In: Feingerätetechnik. Technisch-Wissenschaftliche Zeitschrift für Feinmechanik, Optik und Messtechnik, Band 34 (1985), S. 250–251.
- Abschätzung der Genauigkeit von Meßergebnissen. VEB Verlag Technik, Berlin 1985.